# 관성 인플레이션
관성 인플레이션(Inertial inflation)은 새로운 사태가 일어나지 않는 한 과거부터 지속되어온 비율로 계속해서 발생하는 경향이 있다. 예를 들어 인플레이션이 연 3%씩 지속되어 왔다면, 모든 경제 주체는 장래에 동일한 비율로 인플레이션이 지속될 것으로 기대할 수 있다.

## 같이 보기
- 수요 인플레이션